# Ambrogio Rosmini

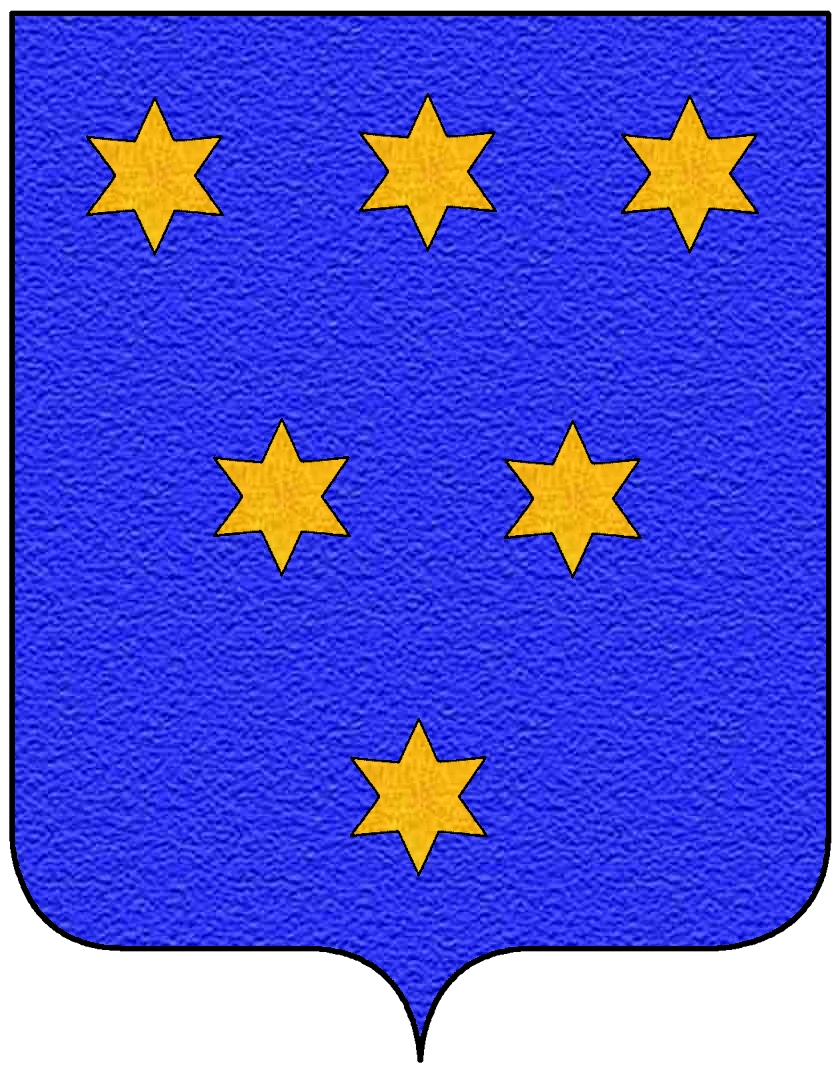
Stemma Rosmini

Ambrogio Rosmini (Rovereto, 7 luglio 1741 – Rovereto, 1818) è stato un pittore e architetto italiano attivo a Rovereto, in Trentino, dove ha trascorso buona parte della sua vita donando un notevole contributo in ambito architettonico alla sua città natale.

## Biografia
La biografia di Ambrogio de' Rosmini, zio di Antonio Rosmini, è molto difficile da ricostruire; gli unici scritti a lui dedicati sono quelli di Giuseppe Telani, che nel 1823 pubblicò: Notizie intorno alla vita e a molte opere di Ambrogio de' Rosmini Serbanti Roveretano.
Telani ottenne informazioni sulla vita di Ambrogio grazie all'aiuto di molti artisti roveretani e soprattutto grazie a disegni e pitture appartenenti ad Ambrogio donate a lui da parte di Antonio Rosmini, nipote di Ambrogio Rosmini.
Nacque il 7 luglio del 1741 a Rovereto da Giovanni Antonio e dalla contessa Margherita Fedrigotti d'Ochsenfeld; a otto anni venne mandato a Riva del Garda nella scuola di Domenico Bianchetti, un valente sacerdote, che era frequentata dai giovani signori di Trento e Rovereto. Fin da piccolo grande fu la sua attitudine al disegno come afferma il nipote Antonio: «bastando che gli fosse riuscito di divenire un carbone per disegnare dovunque delle rozze figure». Terminata la scuola andò a Innsbruck, accompagnato dal fratello, presso il collegio Gesuitico, per studiarvi filosofia. Ci rimase poco a causa di un attacco di vaiolo e successivamente venne mandato a Bologna presso un altro collegio sempre di Gesuiti. Dopo Bologna continuò i suoi studi nel ambito del diritto, nella città di Urbino. Nel 1760 si trasferì a Roma, dove rimase per due anni. Condusse molti studi e approfondì ricerche grazie al fascino e alle immense risorse della città capitolina. Fece diversi viaggi; andò a Napoli con Carlo Telani, padre di Giuseppe Telani. Aveva anche intenzione di arrivare in Sicilia ma non vi riuscì.
Tornato in patria, a Rovereto, si dedicò inizialmente alla pittura, realizzando opere destinate alla sua dimora privata; in seguito si impegnò nella realizzazione, trasformazione e restauro di palazzi, e in interventi di idraulica e di sistemazione urbanistica. Realizzò il "Corso Nuovo" (oggi Corso Bettini) e ideò la "nuova via per Vicenza" (attuale via Vicenza) sotto il castello.
Dal 1793 al 1795 Ambrogio fu nominato "civico rappresentante" e nei due anni successivi "capo contrada" del rione di Borgo Santa Caterina; si occupò principalmente di portare assistenza e soccorso ai poveri. Fu sempre generoso: aiutò suo nipote Antonio Rosmini e i suoi compagni universitari di Rovereto con una grossa somma per proseguire i loro studi. Nel 1797 Ambrogio venne eletto consigliere civico. Durante queste carica, si dimostrò un amministratore attento sia alla propria città che ai propri beni, nonostante le ripetute invasioni da parte dei Francesi guidati da Napoleone Bonaparte, tutelando e proteggendo entrambi i patrimoni.
Morì a Rovereto nel 1818.

## La persona di Ambrogio
Ambrogio fu un personaggio abbastanza solo. La sua vita fu piuttosto monotona e priva di vicende rilevanti; fu un uomo molto schivo e riservato. Nato e cresciuto in un ambiente ancorato alle tradizioni si attenne sempre alle sue convinzioni politiche, sociali e religiose. Nemmeno durante i suoi soggiorni a Innsbruck, Bologna, Urbino e Roma venne influenzato il suo modo di pensare.

## Da Roma a Rovereto
Ambrogio durante la permanenza a Roma visse il periodo più esaltante di tutta la sua vita. Roma infatti a quel tempo era ritenuta unica e inimitabile grazie alla varietà e alla ricchezza dei monumenti, dei palazzi, delle chiese e delle biblioteche. In quegli anni era la patria di pensatori di rilevante importanza, non solo sul territorio nazionale ma in tutto quello europeo. Si trattava per lo più di esponenti del Neoclassicismo con componenti classicheggianti. Nella capitale si trovò a contatto con molti artisti e soprattutto con fatti culturali dell'epoca, anche grazie alla sua frequentazione dell'Accademia di San Luca, una scuola romana di grande rilievo prestigio. 
Il suo modo di sentire gli spazi e gli organismi architettonici lo resero un artista non insignificante.
Nei palazzi progettati per la città di Rovereto vediamo emergere “la razionalità degli edifici e la simmetria delle parti (cfr. Palazzo Fedrigotti); la semplicità delle forme (cfr. Palazzo del grano); il nitore delle sagome e delle superfici nel trionfo della luce e dell'eleganza”(cfr. le gallerie e le decorazioni a stucco di Palazzo Fedrigotti); l'atmosfera generale e luminosità (dell'aula di S. Osvaldo).
La sua formazione artistica fu a metà strada tra Neoclassicismo e Classicismo.

## Rovereto
A quell'epoca a Rovereto c'erano trentasei filatoi della seta (ad esempio quello di Roggia Paiari), con moltissimi operai provenienti da ogni centro della Pretura, che richiedevano continui lavori di ristrutturazione delle vecchie case; venivano costruiti palazzi che testimoniavano la ricchezza della città, ricchezza visibile anche nelle chiese. Anche la popolazione era aumentata. 
Ambrogio Rosmini insieme ad Adamo Chiusole, furono due rilevanti personalità all'interno della città e “resero possibile l'inserimento di Rovereto nel circuito scientifico, letterario e culturale italiano e straniero”.

## Opere

### Produzione pittorica
Le uniche opere pittoriche di Ambrogio Rosmini sono la “Crocefissione”(1764), lo “Studio di Ercole” (1764)  e il “Cristo deposto” (1779). 

### Opere architettoniche
Le sue opere si dividono in realizzate e irrealizzate:
quelle realizzate sono: 
- “Palazzo del grano” (conosciuto anche come Palazzo dell'annona)
- “Palazzo Fedrigotti”
- “Oratorio di S. Osvaldo”
- “Corso Nuovo”

quelle irrealizzate sono:
- “Palazzo Piomarta”
- “Casa Moscardini a Riva”
- “Cimitero di Pergine”
- “Ponte sul Leno”[9]